# Comité départemental 44
Le Comité Départemental 44 (ou CD 44) est une équipe féminine de kayak-polo, financée par le comité départemental de canoë-kayak de la Loire-Atlantique.

## Personnalités

### Joueuses de kayak-polo
Équipe féminine senior N1F en 2008
- Amandine Bourdet
- Laura Jounot
- Camille Girard
- Charlotte Chevalier
- Marion Morel
- Valérie Sibioude (membre de l'équipe de France de kayak-polo féminin en 2008)
- Gladys Baron